# Witbuikslingeraap
De witbuikslingeraap of marimonda (Ateles belzebuth)  is een zoogdier uit de familie van de grijpstaartapen (Atelidae). De wetenschappelijke naam van de soort werd voor het eerst geldig gepubliceerd door Étienne Geoffroy Saint-Hilaire in 1806.

## Voorkomen
De soort komt voor in de Cordillera Oriental van Colombia tot Venezuela en noordelijk Peru.